# Gloeopeziza
Gloeopeziza is een geslacht van schimmels behorend tot de orde Helotiales. De familie niet met zekerheid bepaald (incertae sedis). De typesoort is Gloeopeziza rehmii.

## Soorten
Volgens Index Fungorum telt dit geslacht zeven soorten (peildatum november 2023):
| Soortnaam                   | Auteur(s)        | Publicatiejaar |
| --------------------------- | ---------------- | -------------- |
| Gloeopeziza crozalsii       | Grelet           | 1924           |
| Gloeopeziza cuneiformis     | Döbbeler         | 1996           |
| Gloeopeziza interlamellaris | Döbbeler         | 1987           |
| Gloeopeziza rehmii          | Zukal            | 1891           |
| Gloeopeziza turricula       | Sacc. & Peyronel | 1914           |
| Gloeopeziza ugandensis      | Hansf.           | 1946           |
| Gloeopeziza zukalii         | Rehm             | 1896           |